# Latinoamerički plesovi
Latinoamerički plesovi imaju tri izvorišta, tj. tri grane:
- Afrobrazilski
- Afrokubanski
- Afrokaripski

Pet osnovnih latinoameričkih plesova su:
- Ča-ča-ča
- Rumba
- Samba
- Paso doble
- Džajv

### Ča ča ča

#### Poreklo
Originalno potiče od mamba i rumbe. Doživeo je svoju ekspanziju 1950- tih godina i od tada je verovatno najpopularniji društveni ples.
Naziv cha-cha potiče sa Haitija, i odnosi se na deo zvona, koji je stvarao "ča-ča" zvuk.
To zvono se čuvalo i koristilo kao instrument.
Prema nekim izvorima naziv potiče od karakterističnog šuštećeg zvuka, koje su proizvodile cipele na parketu dok se plesao trostruki mambo korak.
1940.-te je Mambo preplavio SAD, ali je bio brz i dosta težak za igranje.
Tako su muzičari usporili Mambo, i Cha-Cha-Cha je rođen.
1954.-te je zadobio titulu najomiljenijeg plesa, a Palladium na Brodway-u se označava kao mesto rođenja Ča ča ča.

#### Karakteristike
Cha-cha-cha se formirao kao ples, te se sada pleše uz širok spektar muzike, od autentičnih latino ritmova, pa sve do sadašnje pop muzike.
Ples se sastoji od tri brza koraka (trokorak) i dva sporija koraka na udarcima jedan i dva.
Čist, jasan ritam i vesele figure sa puno varijacija su odlike ovog plesa,a oni su ujedno i razlog da mu se i prepustite i pokušate da plešete cha cha cha.

### Rumba

#### Poreklo
Rumba je ples kubanskog porekla. Njeno ime Rumba potiče iz XIX veka gde se opisuje kao strastveni zavodljiv ples,
gde devojaka izazovnim pokretima kukova zavodi svog muškarca. Sama reč Rumba znači ples, slavlje.
Ples se najviše razvio na Kubi, iako su se slični pokreti pojavili i na nekoliko drugih Karipskih ostrva.
Tačno značenje stila se pomalo razlikuje na svakom ostrvu. Kubanska rumba je osnova za Mambo i Cha cha.

#### Karakteristike
Rumba je prvo stekla popularnost na Havani osamdesetih godinama.
Sa tako snažnim prizvučjem, Rumba je često bila potiskivana i zabranjivana, jer je smatrana kao blud i potencijalna opasnost.
Tokom godina zabrane kabaretska Rumba je postala popularna, a ujedno je bila i društveno prihvatljiva.
Postavljeni su razni kabaretski komadi koji su često sadržale plesanje Rumbe.
Rumba je osnova za dobro latino plesanje i pomaže da izoštrite svoj osećaj za ritam, tajming i kontrolu muzike.
Njena muzika je: nežna, prijatna, spora, sinkopirana, povučena, suzdržana.
Osim na klasičnu plesnu muziku, ona se može plesati na nekoliko pop pesama.

### Samba

#### Poreklo
Samba je ples afričkog porekla, prastari ples naroda, koji je pri trgovini robovima stigao do Brazila.
Prvobitno se rasprostranio na obalama Brazila-Rio, Sao Paolo, Pernambuko, Bahia, Maranhao, a danas, Samba vlada nad brazilskim muzičkim životom. Njen pokretljiv, vatreni, originalni ritam obogaćuje repertoar mnogih plesnih orkestara.
Samba je najčuvenija od svih muzika koje su nastale od Afričke i Portugalske muzike u Riu de Ženeiru.
U Brazilu ima mnogo vrsti Sambe; od više elegantnih koje se plešu u salonima,
do divljeg nesputanog popularnog plesanja, koje se dovodi u vezu sa karnevalom.
Naziv Samba potiče od Angolske reči sembe, ili religioznog ritma, i odnosi se na karakteristične pokrete kukova.
Seckani, kratki pokreti simbolizuju pokrete robova u lancima.

#### Karakteristike
Samba ima veoma upečatljive i raznolike ritmove koji su sastavni deo svake pesme, što obogaćuje muziku i donosi uzbuđenje prilikom slušanja.
Često se naziva i kao "južno-američki valcer", jer sadrži podizanje i spuštanje, što su pokreti vični valceru.
Muzika: osrednje brza, lagana.

### Paso Doble

#### Poreklo
Paso Doble je živahan teatralan španski ples, razvijen u Francuskoj.
Paso Dobl u bukvalnom prevodu znači "dvokorak", pa se uvek pleše u duplom taktu (npr. 4/4 taktu).

#### Karakteristike
Ples je zasnovan na konceptu borbe sa bikovima. Koriste se scene iz borbi sa bikovima, kao i muzika koja se pušta tokom borbi za vreme matadorovog ulaska u arenu (paseo) ili tokom prolazaka neposredno pre ubistva (faena).
Muškarac igra matadora, a žena je ponekad njegov plašt (cappa), a ponekad i sam bik.
Ovo je ples gde muškarac stvarno ima svoju predstavu. On pleše ponosno, uspravnih leđa, zabačenih ramena, i uzdignute glave. Njegovi koraci su oštri, progresivni i izvode se po principu peta-stopalo, u obliku marša.
Okvir je širi, držanje je čvršće, i za razliku od većine latino plesova ima veoma malo ili nimalo pokreta kukovima.
Žena igra manje značajnu ulogu – uglavnom simbolizuje njegov plašt.
Ona se kreće se lepršavo po podijumu zajedno sa muškarcem, oko zamišljenog bika,
a njihovi pokreti su prožeti elementima Flamenka i podsećaju na borbu u areni.
Ples kulminira kada čovek ubija bika – u pitanju je jedan od najdramatičnijih plesova koje ćete ikada videti.
Paso Doble se uči tek nakon određenog vremena kada se savladaju jednostavniji plesovi.
Muzika: veličanstvena, energična, oštra, poletna, jasno strukturirana.

### Jive

#### Poreklo
Jive (džajv), je međunarodno priznat naziv za sve njegove pretke, i zapravo spoj svih njih:
’30-tih godina - Lindi hop, Bluz, Sving; 40-tih Bugi-Vugi, Bibop i ’50-tih Rock’n’Roll.
Ove plesove, koji su tada bili popularni u SAD, američki vojnici su preneli u Evropu, tačnije u Englesku tokom II svetskog rata.
Oni su vrlo brzo su doživeli svoju slavu, jer je njihova muzika takva, da pokreće i poziva na ples i stare i mlade.
Posle rata je Boogie uzeo primat u muzici.

#### Karakteristike
Engleski učitelji su uobličili ovaj elegantan ali i dalje živahan ples-Jive.
Uz malo sporiju muziku, 1968.-me godine je zadobio svoje mesto među Latino Američkim plesovima,
i značajno promenio imidž plesa, čineći ga uzbudljivijim i bezbrižnijim.
Muzika: brza, pokretna, temperamentna, bezbrižna, osvajajuća, puna životne energije, vesela, mladalačka.